# تنمية اقتصادية

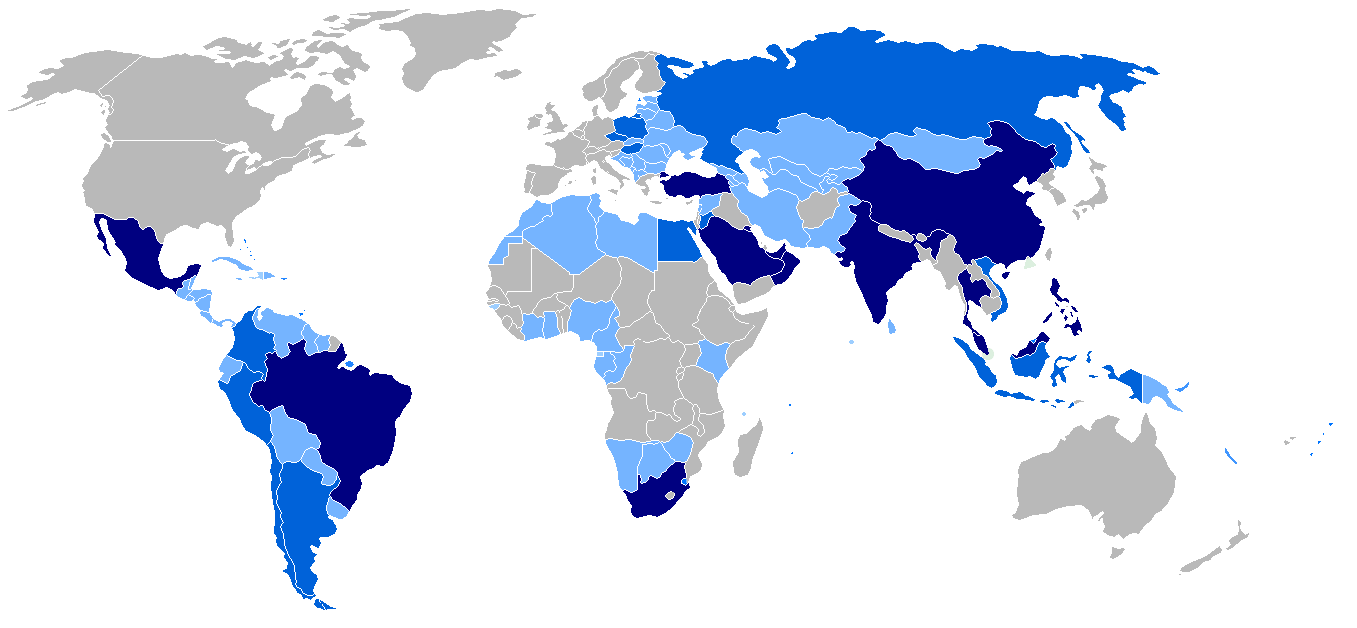

التنمية الاقتصادية هي الإجراءات المستدامة والمنسقة التي يتخذها صناع السياسة والجماعات المشتركة، والتي تساهم في تعزيز مستوى المعيشة والصحة الاقتصادية لمنطقة معينة. كذلك، يمكن أن تشير التنمية الاقتصادية إلى التغيرات الكمية والنوعية التي يشهدها الاقتصاد. ويمكن أن تشمل هذه الإجراءات مجالات متعددة، من بينها رأس المال البشري والبنية التحتية الأساسية والتنافس الإقليمي والاستدامة البيئية والشمولية الاجتماعية والصحة والأمن والقراءة والكتابة، فضلًا عن غيرها من المجالات الأخرى. ويختلف مفهوم التنمية الاقتصادية عن النمو الاقتصادي. فبينما تشير التنمية الاقتصادية إلى مساعي التدخل في السياسات بهدف ضمان الرفاهية الاقتصادية والاجتماعية للأشخاص، يشير النمو الاقتصادي إلى ظاهرة الإنتاجية في السوق والارتفاع في معدل الناتج المحلي الإجمالي (GDP). وبناءً على ذلك، يشير الخبير الاقتصادي أمارتيا سين إلى أن: "النمو الاقتصادي هو أحد جوانب عملية التنمية الاقتصادية.”
التنمية الاقتصادية هي العملية التي تعمل بها الأمة على تحسين الرفاهية الاقتصادية والسياسية والاجتماعية لشعبها. استخدم المصطلح بشكل متكرر من قبل الاقتصاديين والسياسيين وغيرهم في القرنين العشرين والواحد والعشرين. هذا المفهوم موجود في الغرب منذ قرون. «التحديث» و«التغريب» وخاصة «التصنيع» هي مصطلحات أخرى غالباً ما تستخدم أثناء مناقشة التنمية الاقتصادية. التنمية الاقتصادية لديها علاقة مباشرة مع البيئة والقضايا البيئية. [بحاجة لشرح] غالباً ما يتم الخلط بين التنمية الاقتصادية والتنمية الصناعية، حتى في بعض المصادر الأكاديمية.
في حين أن التنمية الاقتصادية هي مسعى للتدخل السياسي يهدف إلى تحسين مستوى الرفاهيه الاقتصادي والاجتماعي للأشخاص، فإن النمو الاقتصادي هو ظاهرة إنتاجية السوق وارتفاع الناتج المحلي الإجمالي. وبالتالي، كما يشير الخبير الاقتصادي أمارتيا سين، «النمو الاقتصادي هو أحد جوانب عملية التنمية الاقتصادية».

## المصطلح
انظر أيضًا اقتصاديات التنمية
يشمل مجال التنمية الاقتصادية العمليات والسياسات التي تتخذها دولة ما لتحسين الرفاهية الاقتصادية والسياسية والاجتماعية لشعبها.
ويذكر مركز التمويل والتنمية الدولية بـ جامعة آيوا  أن:

«التنمية الاقتصادية» هو المصطلح الذي يستخدمه الاقتصاديون والسياسيون وغيرهم بشكل متكرر في القرن العشرين. ومع ذلك، كان هذا المفهوم مستخدمًا في الغرب لقرون عدة. كذلك يعد التحديث والغربنة، وخاصة التصنيع، من بين المصطلحات الأخرى التي يستخدمها الأشخاص عند مناقشتهم للتنمية الاقتصادية. ويرتبط مفهوم التنمية الاقتصادية بعلاقة مباشرة مع البيئة.
 وعلى الرغم من أنه لا يوجد شخص يمكنه الجزم بمنشأ هذا المفهوم، يتفق معظم الأشخاص أن التنمية تتصل اتصالًا وثيقًا بالتطور الذي شهده النظام الرأسمالي وزوال الإقطاعية.

وفي إطار ذلك، ذكر مانسيل وويهن أن التنمية الاقتصادية كانت مفسرة منذ الحرب العالمية الثانية على أنها تشمل النمو الاقتصادي، بمعنى حدوث زيادات في الناتج القومي للفرد، وتحقيق مستوى عيش مماثل لذلك الموجود في الدول الصناعية (وإن كان هذا غير موجود حاليًا). كذلك، يمكن أن تعتبر التنمية الاقتصادية نظرية ثابتة توثق حالة الاقتصاد في وقت معين. ووفقًا لشومبيتر (2003)، يمكن أن تكون هذه التغيرات الطارئة على حالة التوازن في النظرية الاقتصادية مدفوعة بعوامل تدخّل قادمة من الخارج.

## معلومات تاريخية

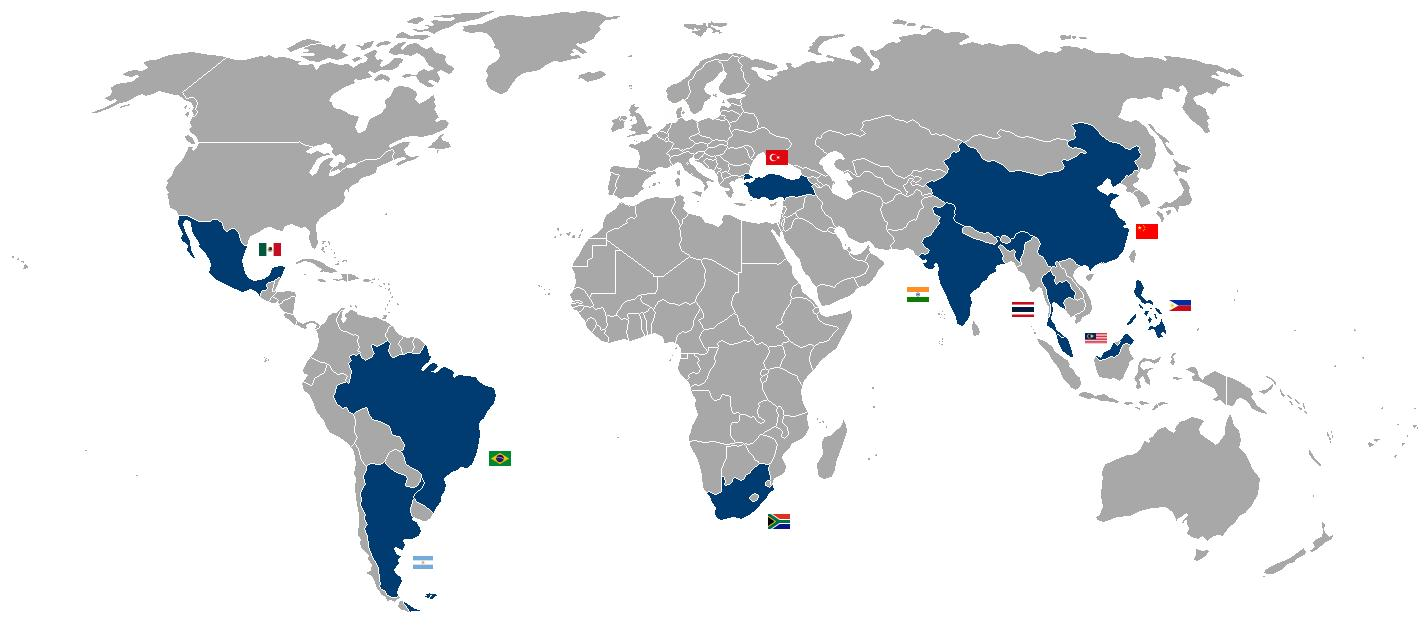
خريطة

نشأت التنمية الاقتصادية في فترة ما بعد الحرب من إعادة الإعمار التي بدأتها الولايات المتحدة. في عام 1949، خلال خطاب تنصيبه، حدد الرئيس هاري ترومان تطوير المناطق غير المطورة كأولوية بالنسبة للغرب
«يعيش أكثر من نصف سكان العالم في ظروف تقترب من البؤس. طعامهم غير كافٍ، فهم ضحايا الأمراض. حياتهم الاقتصادية بدائية وراكدة. فقرهم يمثل عائقًا وتهديدًا لهم وللمناطق الأكثر ازدهارًا. لأول مرة في التاريخ تمتلك الإنسانية المعرفة والمهارة لتخفيف معاناة هؤلاء الناس. . . أعتقد أنه يجب علينا أن نوفر للشعوب المحبة للسلام فوائد متجرنا للمعرفة التقنية من أجل مساعدتهم على تحقيق تطلعاتهم لحياة أفضل... ما نتخيله هو برنامج تنمية قائم على مفاهيم التعامل الديمقراطي النزيه. . . زيادة الإنتاج هو مفتاح الرخاء والسلام. ومفتاح زيادة الإنتاج هو التطبيق الأوسع والأكثر قوة للمعارف العلمية والتقنية الحديثة.»
كانت هناك عدة مراحل رئيسية لنظرية التنمية منذ عام 1945. من 1940 إلى 1960، لعبت الدولة دورا كبيرا في تعزيز التصنيع في البلدان النامية، في أعقاب فكرة نظرية التحديث. وأعقب هذه الفترة فترة وجيزة من تطوير الاحتياجات الأساسية التي تركز على تنمية رأس المال البشري وإعادة التوزيع في 1970ميلادي. ظهرت الليبرالية الجديدة في الثمانينيات دفعت أجندة التجارة الحرة وإزالة سياسات تصنيع بدائل الاستيراد.
في الاقتصاد، كانت دراسة التنمية الاقتصادية ناتجة عن امتداد للاقتصاد التقليدي الذي ركز بالكامل على المنتج الوطني، أو الناتج الكلي للسلع والخدمات. كانت التنمية الاقتصادية معنية بتوسيع استحقاقات الناس وقدراتهم المناظرة والمراضة والتغذية ومحو الأمية والتعليم والمؤشرات الاجتماعية والاقتصادية الأخرى. تنبع من خلفية الاقتصاد الكينزي (الدعوة إلى التدخل الحكومي)، والاقتصاديات الكلاسيكية الجديدة (التشديد على الحد من التدخل)، مع صعود البلدان ذات النمو المرتفع (سنغافورة وكوريا الجنوبية وهونغ كونغ) والحكومات المخطط لها (الأرجنتين، شيلي، السودان أوغندا)، ظهرت التنمية الاقتصادية وبصورة أعم اقتصاديات التنمية وسط هذه التفسيرات النظرية لمنتصف القرن العشرين لكيفية ازدهار الاقتصاديات. كذلك، أكد الاقتصادي ألبرت هيرشمان، وهو مساهم رئيسي في اقتصاديات التنمية، أن التنمية الاقتصادية نمت لتركز على المناطق الفقيرة في العالم، وخاصة في إفريقيا وآسيا وأمريكا اللاتينية بعد على تدفق الأفكار والنماذج الأساسية.
وقد قيل أيضًا، لا سيما مؤيدو التنمية القائمة على البنية الأساسية الآسيوية والأوروبية، إن الاستثمارات الحكومية المنهجية طويلة الأجل في النقل والإسكان والتعليم والرعاية الصحية ضرورية لضمان النمو الاقتصادي المستدام في البلدان الناشئة.

### النمو والتنمية
يتناول النمو الاقتصادي زيادة في مستوى الإنتاج، ولكن التنمية الاقتصادية مرتبطة بزيادة في الإنتاج إلى جانب تحسين الرفاه الاجتماعي والسياسي للناس داخل البلد. لذلك، تشمل التنمية الاقتصادية قيم النمو والرفاهية.
يجادل منظرو التبعية بأن الدول الفقيرة شهدت في بعض الأحيان نموًا اقتصاديًا بمبادرات تنمية اقتصادية ضئيلة أو معدومة؛ على سبيل المثال، في الحالات التي يعملون فيها بشكل أساسي كمزود للموارد للبلدان الصناعية الغنية. ومع ذلك، هناك حجة معارضة مفادها أن النمو يسبب التنمية لأن بعض الزيادة في الدخل تنفق على عوامل التنمية البشرية مثل التعليم والصحة.
وفقا لرانيس وآخرون، النمو الاقتصادي والتنمية هي علاقة ثنائية الاتجاه. وفقا لهم، فإن السلسلة الأولى تتكون من النمو الاقتصادي الذي يفيد التنمية البشرية، حيث أن النمو الاقتصادي من المرجح أن يدفع الأسر والأفراد إلى استخدام دخلهم المتزايد لزيادة النفقات، الأمر الذي يعزز بدوره التنمية البشرية. في الوقت نفسه، مع زيادة الاستهلاك والإنفاق، تنمو أنظمة الصحة والتعليم والبنية التحتية وتساهم في النمو الاقتصادي.
بالإضافة إلى زيادة الدخول الخاصة، يولد النمو الاقتصادي أيضًا موارد إضافية يمكن استخدامها لتحسين الخدمات الاجتماعية (مثل الرعاية الصحية ومياه الشرب المأمونة، إلخ.)). من خلال توفير موارد إضافية للخدمات الاجتماعية، سيتم تخفيف توزيع الدخل غير المتكافئ حيث يتم توزيع هذه الخدمات الاجتماعية بالتساوي في كل مجتمع، مما يعود بالنفع على كل فرد. باختصار، يمكن شرح العلاقة بين التنمية البشرية والتنمية الاقتصادية بثلاث طرق. أولاً، تؤدي الزيادة في متوسط الدخل إلى تحسين الصحة والتغذية (المعروف باسم التوسع في القدرة من خلال النمو الاقتصادي). ثانياً، يعتقد أنه لا يمكن تحسين النتائج الاجتماعية إلا عن طريق الحد من فقر الدخل (المعروف باسم التوسع في القدرة من خلال الحد من الفقر). أخيرًا، يمكن أيضًا تحسين النتائج الاجتماعية من خلال الخدمات الأساسية مثل التعليم والرعاية الصحية ومياه الشرب النظيفة (المعروفة باسم التوسع في القدرة من خلال الخدمات الاجتماعية). يهدف بحث جون جوزيف بوثينكالام إلى نظريات النمو الاقتصادي التي تؤدي إلى التنمية الاقتصادية. بعد تحليل الجهاز النظري لتنمية النمو الرأسمالي الحالي، يقدم النموذج الجديد الذي يدمج متغيرات الحرية والديمقراطية وحقوق الإنسان في النماذج الحالية ويجادل بأن أي تنمية اقتصادية مستقبلية لأي دولة تعتمد على هذا النموذج الناشئ لأننا شاهد الموجة الثالثة من الطلب المتزايد للديمقراطية في الشرق الأوسط. قام بتطوير قطاع المعرفة في نظريات النمو من خلال مفهومين جديدين «المعرفة الدقيقة» و«المعرفة الكلية». المعرفة الدقيقة هي ما يتعلمه الفرد من المدرسة أو من مختلف المعارف الموجودة والمعرفة الكلية هي التفكير الفلسفي الأساسي للأمة التي يتلقى جميع الأفراد بطبيعتها. ستحدد كيفية الجمع بين هاتين المعرفتين المزيد من النمو الذي يؤدي إلى التنمية الاقتصادية للدول النامية.
ومع ذلك، يعتقد البعض الآخر أن هناك عددًا من لبنات البناء الأساسية يجب أن تكون جاهزة للنمو والتنمية. على سبيل المثال، يعتقد بعض الاقتصاديين أن الخطوة الأولى الأساسية نحو التنمية والنمو هي معالجة قضايا حقوق الملكية، وإلا لن يتمكن سوى جزء صغير من القطاع الاقتصادي من المشاركة في النمو. أي أنه بدون حقوق الملكية الشاملة في المعادلة، سيبقى القطاع غير الرسمي خارج الاقتصاد السائد، مستبعدًا وبدون نفس فرص الدراسة. يمكن أن تتورط الشركات متعددة الجنسيات في التنمية الاقتصادية للبلدان أو تساهم فيها.

## نوع
يشمل نطاق التنمية الاقتصادية العملية والسياسات التي من خلالها تقوم الأمة بتحسين الرفاهية الاقتصادية والسياسية والاجتماعية لشعبها.
ينص مركز التمويل والتنمية الدولي بجامعة أيوا على ما يلي:
«التنمية الاقتصادية» هو مصطلح استخدمه الاقتصاديون والسياسيون وغيرهم بشكل متكرر في القرن العشرين. هذا المفهوم موجود في الغرب منذ قرون. يعد التحديث، والتغريب، وخاصة التصنيع، مصطلحات أخرى استخدمها الناس أثناء مناقشة التنمية الاقتصادية. التنمية الاقتصادية لها علاقة مباشرة مع البيئة.
على الرغم من أن لا أحد متأكد عندما نشأ هذا المفهوم، إلا أن بعض الناس يتفقون على أن التنمية ترتبط ارتباطًا وثيقًا بتطور الرأسمالية وزوال الإقطاع.
يذكر مانسيل ومو أن التنمية الاقتصادية قد فهمت منذ الحرب العالمية الثانية على أنها تنطوي على نمو اقتصادي، أي الزيادات في دخل الفرد، و (إن لم يكن موجودًا حاليًا)، تحقيق مستوى معيشي يعادل مستوى البلدان الصناعية. يمكن أيضًا اعتبار التنمية الاقتصادية نظرية ثابتة توثق حالة الاقتصاد في وقت معين. وفقًا لشومبيتر وباكهاوس (2003)، فإن التغييرات التي تطرأ على حالة التوازن هذه لتوثيقها في النظرية الاقتصادية لا يمكن أن تنتج إلا عن عوامل تدخل قادمة من الخارج.

## أهداف التنمية الاقتصادية
ارتبط تطور أي بلد بمفاهيم مختلفة ولكنه يشمل عمومًا النمو الاقتصادي من خلال إنتاجية أعلى،  أنظمة سياسية تمثل أفضليات مواطنيها بأكبر قدر ممكن من الدقة،  توسيع الحقوق لتشمل جميع الفئات الاجتماعية المجموعات وفرص الحصول عليها  والوظائف المناسبة للمؤسسات والمنظمات القادرة على حضور مهام معقدة تقنياً ولوجستيًا (أي رفع الضرائب وتقديم الخدمات العامة). تصف هذه العمليات قدرات الدولة على إدارة اقتصادها ونظام الحكم والمجتمع والإدارة العامة. بشكل عام، تحاول سياسات التنمية الاقتصادية حل المشكلات في هذه المواضيع.
مع وضع ذلك في الاعتبار، ترتبط التنمية الاقتصادية عادةً بالتحسينات في مجموعة متنوعة من المجالات أو المؤشرات (مثل معدلات معرفة القراءة والكتابة ومتوسط العمر المتوقع ومعدلات الفقر) ، والتي قد تكون أسبابًا للتنمية الاقتصادية بدلاً من عواقب برامج التنمية الاقتصادية المحددة. على سبيل المثال، ترتبط تحسينات الصحة والتعليم ارتباطًا وثيقًا بالنمو الاقتصادي، لكن العلاقة السببية مع التنمية الاقتصادية قد لا تكون واضحة. على أي حال، من المهم ألا نتوقع أن تكون هناك برامج تنمية اقتصادية معينة قادرة على حل العديد من المشكلات في وقت واحد لأن ذلك سيحدد أهدافًا لا يمكن التغلب عليها والتي من غير المرجح أن تحققها. يجب أن تضع أي سياسة تنمية أهدافًا محدودة ونهجًا تدريجيًا لتجنب الوقوع ضحية لشيء يطلق عليه بريتشيت وولكوك وأندرووس «الحمل المبكر».
في كثير من الأحيان لا يمكن تحقيق أهداف التنمية الاقتصادية لدول محددة لأنها تفتقر إلى قدرات الدولة على القيام بذلك. على سبيل المثال، إذا كانت الدولة لديها قدرة قليلة على القيام بالوظائف الأساسية مثل الأمن والشرطة أو تقديم الخدمات الأساسية، فمن غير المرجح أن يتمكن البرنامج الذي يريد تعزيز منطقة تجارة حرة (مناطق اقتصادية خاصة) أو توزيع اللقاحات على السكان المستضعفين من إنجاز أهدافها. لقد تم تجاهل هذا الأمر من قِبل العديد من المنظمات الدولية وبرامج المساعدات وحتى الحكومات المشاركة التي تحاول تنفيذ «أفضل الممارسات» من أماكن أخرى بطريقة منسوخة بالكثير من النجاح. يمكن أن يسهم هذا التقليد المتماثل - بأشكال تنظيمية ناجحة في أماكن أخرى ولكن يخفي فقط الخلل الوظيفي المؤسسي دون حلها في البلد الأصلي - في جعل البلدان عالقة في «مصائد القدرة» حيث لا تتقدم البلاد في تحقيق أهدافها التنموية. يمكن رؤية مثال على ذلك من خلال بعض الانتقادات الموجهة للمعونة الأجنبية ومعدل نجاحها في مساعدة البلدان على التطور.
إلى جانب مشكلات توافق الحوافز التي يمكن أن تحدث لتبرعات المعونات الخارجية - حيث تستمر الدول المانحة للمعونة في تقديمها إلى البلدان ذات النتائج القليلة للنمو الاقتصادي  ولكن مع الزعماء الفاسدين الذين يتماشون مع المصالح الجيوسياسية وجدول أعمال البلدان المانحة  - هناك مشاكل في الهشاشة المالية المرتبطة بتلقي قدر كبير من الإيرادات الحكومية من خلال المساعدات الخارجية. الحكومات التي يمكنها جمع قدر كبير من العائدات من هذا المصدر تكون أقل عرضة للمساءلة أمام مواطنيها (فهم أكثر استقلالية) حيث لديهم ضغط أقل لاستخدام هذه الموارد بطريقة مشروعة. مثلما تم توثيقه بالنسبة للبلدان التي لديها وفرة من الموارد الطبيعية مثل النفط،  البلدان التي تتكون ميزانيتها الحكومية إلى حد كبير من تبرعات المساعدات الخارجية وليس الضرائب النظامية يكون من المرجح أن يكون لديها حوافز لتطوير مؤسسات عامة فعالة. وهذا بدوره يمكن أن يقوض جهود البلاد في التنمية.

## سياسات التنمية الاقتصادية
تشمل سياسات التنمية الاقتصادية بمعناها الأوسع مجالين رئيسيين:
الحكومات تتعهد بتحقيق الأهداف الاقتصادية الواسعة مثل استقرار الأسعار والعمالة المرتفعة والنمو المستدام. وتشمل هذه الجهود السياسات النقدية والمالية، وتنظيم المؤسسات المالية، والسياسات التجارية والضريبية، وسياسات النقل. البرامج التي توفر البنية التحتية والخدمات مثل الطرق السريعة والحدائق والسكن الميسور التكلفة ومنع الجريمة والتعليم من الروضة حتى الثانية عشرة.
خلق فرص عمل والاحتفاظ بها من خلال جهود محددة في تمويل الأعمال، والتسويق، وتطوير الأحياء، وتطوير القوى العاملة، وتطوير الأعمال الصغيرة، والاحتفاظ بالأعمال التجارية والتوسع  ، ونقل التكنولوجيا، والتطوير العقاري. هذه الفئة الثالثة هي التركيز الرئيسي لمهنيي التنمية الاقتصادية.
أحد الفهم المتزايد في التنمية الاقتصادية هو تشجيع التجمعات الإقليمية واقتصاد العاصمة المزدهر. في المشهد العالمي الحالي، يعد الموقع مهمًا للغاية ويصبح مفتاحًا في الميزة التنافسية.
التجارة الدولية وأسعار الصرف هي قضية رئيسية في التنمية الاقتصادية. غالبًا ما تكون العملات إما منخفضة القيمة أو مبالغ فيها، مما ينتج عنه فوائض تجارية أو عجز. علاوة على ذلك، ربط نمو العولمة بين التنمية الاقتصادية واتجاهات التجارة الدولية والمشاركة في سلاسل القيمة العالمية والأسواق المالية الدولية. كان للأزمة المالية الأخيرة تأثير كبير على الاقتصادات في البلدان النامية. يقول الخبير الاقتصادي جياتي غوش أنه من الضروري جعل الأسواق المالية في البلدان النامية أكثر مرونة من خلال توفير مجموعة متنوعة من المؤسسات المالية. وقد يزيد ذلك أيضًا من الأمن المالي لصغار المنتجين.

### منظمة
تطورت التنمية الاقتصادية إلى صناعة مهنية للممارسين المتخصصين. للممارسين دوران رئيسيان: الأول هو توفير القيادة في صنع السياسات، والآخر هو إدارة السياسات والبرامج والمشاريع. يعمل ممارسو التنمية الاقتصادية عمومًا في المكاتب العامة على مستوى الولاية أو الإقليم أو البلديات أو في منظمات شراكات بين القطاعين العام والخاص قد يتم تمويلها جزئيًا من أموال الضرائب المحلية أو الإقليمية أو الحكومية أو الفيدرالية. تعمل منظمات التنمية الاقتصادية هذه ككيانات فردية وفي بعض الحالات كإدارات للحكومات المحلية. دورهم هو البحث عن فرص اقتصادية جديدة والحفاظ على ثرواتهم التجارية الحالية.
هناك العديد من المنظمات الأخرى التي تتمثل وظيفتها الأساسية في التنمية الاقتصادية التي تعمل بالشراكة مع المطورين الاقتصاديين. وهي تشمل وسائل الإعلام، والمؤسسات، والمرافق، والمدارس، ومقدمي الرعاية الصحية، والمنظمات الدينية، والكليات والجامعات وغيرها من مؤسسات التعليم أو البحث.

### مجلس التنمية الاقتصادية الدولية
مع أكثر من 20000 مطور اقتصادي محترف يعملون في جميع أنحاء العالم في هذه الصناعة ذات التخصص العالي، فإن المجلس الدولي للتنمية الاقتصادية (I E D C) ومقره في واشنطن العاصمة هو منظمة غير ربحية مكرسة لمساعدة المطورين الاقتصاديين على أداء مهامهم بشكل أكثر فعالية ورفع مستوى مهنة. مع أكثر من 4500 عضو في جميع أنحاء الولايات المتحدة ودوليا، ويعملون حصرا على مجتمع التنمية الاقتصادية، تمثل عضوية I E D C مجموعة كاملة من المهنة التي تتراوح بين منظمات التنمية الاقتصادية الإقليمية والحكومية والمحلية والريفية والحضرية والدولية، وكذلك غرف التجارة ووكالات تطوير التكنولوجيا وشركات المرافق والمؤسسات التعليمية والاستشاريين وسلطات إعادة التطوير. لدى العديد من الولايات الفردية أيضًا جمعيات تضم متخصصين في التنمية الاقتصادية، يعملون بشكل وثيق مع I E D C.

## مؤشرات التنمية
هناك أنواع مختلفة من مؤشرات الاقتصاد الكلي والاقتصادي الاجتماعي أو «المقاييس» التي يستخدمها الاقتصاديون والجغرافيون لتقييم التقدم الاقتصادي النسبي لمنطقة أو دولة معينة. يتم تجميع «مؤشرات التنمية العالمية» التابعة للبنك الدولي سنويًا من مصادر دولية معترف بها رسميًا، وتشمل التقديرات الوطنية والإقليمية والعالمية.

### نصيب الفرد من إجمالي الناتج المحلي - النمو السكاني المتزايد
الناتج المحلي الإجمالي للفرد هو إجمالي الناتج المحلي مقسومًا على عدد السكان في منتصف العام. إجمالي الناتج المحلي هو إجمالي القيمة المضافة من قبل جميع المنتجين المقيمين في الاقتصاد بالإضافة إلى أي ضرائب على المنتج مطروحًا منها أي إعانات مالية غير مدرجة في قيمة المنتجات. يتم حسابه دون إجراء استقطاعات لإهلاك الأصول المصنعة أو لاستنفاد الموارد الطبيعية وتدهورها.

### النقل الحديثة
جادل اقتصاديو التنمية الأوروبيون بأن وجود شبكات نقل حديثة - مثل البنية التحتية للسكك الحديدية عالية السرعة يمثل مؤشرا هاما على التقدم الاقتصادي للبلد: ويتضح هذا المنظور بشكل خاص من خلال مؤشر البنية التحتية للنقل بالسكك الحديدية الأساسية (المعروف باسم مؤشر B R T I)  والنماذج ذات الصلة مثل مؤشر البنية التحتية للنقل بالسكك الحديدية (المعدل) (R T I).

## المنافسة المجتمعية
إحدى النتائج غير المقصودة للتنمية الاقتصادية هي التنافس الشديد بين المجتمعات والدول والأمم على مشاريع التنمية الاقتصادية الجديدة في عالم اليوم المعولم. مع الصراع لجذب الأعمال والمحافظة عليها، تزداد حدة المنافسة من خلال استخدام العديد من الاختلافات في الحوافز الاقتصادية للأعمال المحتملة مثل: الحوافز الضريبية، ورأس المال الاستثماري، والأراضي المتبرع بها، وخصومات أسعار المرافق، وغيرها الكثير. يولي I E D C اهتمامًا كبيرًا للأنشطة المختلفة التي تقوم بها منظمات التنمية الاقتصادية لمساعدتها على التنافس والحفاظ على المجتمعات النابضة بالحياة.
بالإضافة إلى ذلك، فإن استخدام أدوات التنميط المجتمعي وقوالب قواعد البيانات لقياس أصول المجتمع مقابل المجتمعات الأخرى هو جانب هام في التنمية الاقتصادية. إن إيجاد الوظائف والإنتاج الاقتصادي والزيادة في الأساس الخاضع للضريبة هي أدوات القياس الأكثر شيوعًا. عند التفكير في القياس، تم التركيز بشكل كبير على المطورين الاقتصاديين «لعدم خلق وظائف». ومع ذلك، فإن الواقع هو أن المطورين الاقتصاديين لا يخلقون عادة وظائف، ولكنهم يسهلون العملية للشركات القائمة والشركات الناشئة للقيام بذلك. لذلك، يجب على المطور الاقتصادي التأكد من وجود برامج تنمية اقتصادية كافية لمساعدة الشركات على تحقيق أهدافها. عادة ما يتم وضع هذه الأنواع من البرامج في السياسة ويمكن أن تكون ذات طابع محلي وإقليمي وعلى مستوى الولاية وقومية.